# フランコ・スカリオーネ
フランコ・スカリオーネ（Franco Scaglione, 1916年 - 1993年6月19日）は1950年代から1960年代にかけて活躍したイタリアのカーデザイナー。空力を意識した奇抜な造形を数多く創り出した。

## 概要
1916年9月16日にイタリア・フィレンツェで生まれた。アテネオ大学工学部航空機学科に進学するも、第二次世界大戦での学徒出陣の後、中退。航空機への思いは断念したが、自動車デザインに活路を見出す。1952年から1959年までイタリアのカロッツェリア・ベルトーネに在籍し、多数のデザインを手がけた。独立後もイタリアの自動車会社アルファロメオやランボルギーニのためのデザインを手がけた。晩年は目立った活動は無く（このため、1980年に亡くなったとする説もあった）、1993年6月19日に他界した。
それまでの紡錐型の流線形という形にとどまらず、むしろ1990年代以降の流体出身のレーシングカーデザイナーとも通じる形状のデザインを生み出している。作品は後に風洞実験で検証され、恐るべき数値をたたき出し、彼の目の確かさを実証した。

## 代表作
- アバルト・1500ビポスト-1952年（Abarth 1500 Biposto）
- アルファロメオ・B.A.T.5-1953年（AlfaRomeo B.A.T.5）
- アルファロメオ・B.A.T.7-1954年（AlfaRomeo B.A.T.7）
- アルファロメオ・B.A.T.9-1955年（AlfaRomeo B.A.T.9）
- アルファロメオ・ジュリエッタ・スプリント-1954年（AlfaRomeo Giulietta Sprint）
- アルファロメオ・2000・スポルティーヴァ-1957年（AlfaRomeo 2000 Sportiva）
- アルファロメオ・ジュリエッタ・スプリント・スペチアーレ-1957年（AlfaRomeo Giulietta Sprint Speciale）後のアルファロメオ・ジュリア・スプリント・スペチアーレ-1963年（AlfaRomeo Giulia Sprint Speciale）
- ポルシェ・アバルト・カレラGTL-1959年（PORSCHE ABARTH CARRERA GTL）
- インターメカニカ・アポロ・GT-1961年（Intermeccanica Apollo GT）
- ランボルギーニ・350GTV-1963年（Lamborghini 350GTV）
- プリンス1900スプリント-1963年（Prince 1900 Sprint）
- ATS・2500GT-1964年（ATS 2500GT）
- マセラティ・ティーポ64-1964年（Maserati Tipo64）
- インターメカニカ・イタリア-1966年（Intermeccanica Italia GFX）
- アルファロメオ・ティーポ33/2ストラダーレ-1967年（AlfaRomeo Tipo33 Stradale）
- インターメカニカ・インドラ-1971年（Intermeccanica Indra）

## ギャラリー

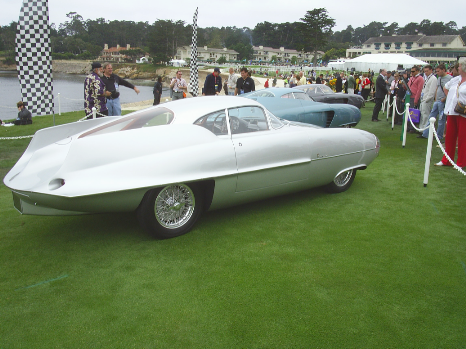
アルファロメオ・B.A.T.9
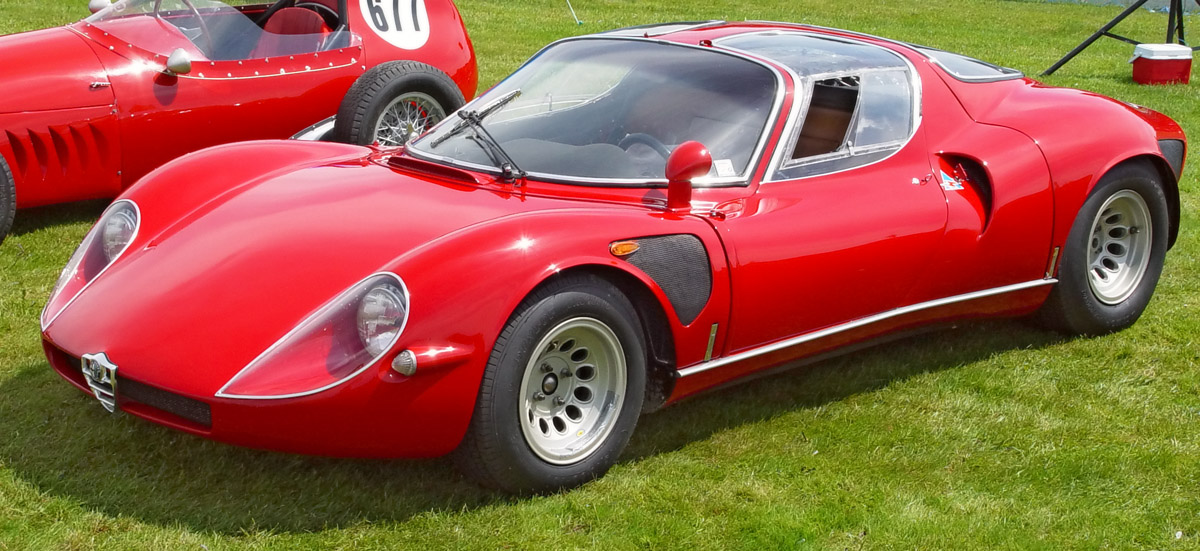
アルファロメオ・ティーポ33ストラダーレ